# Cinco semanas en globo
Cinco semanas en globo es una novela del escritor francés Julio Verne, que se publicó el 31 de enero de 1863 con el título completo: Cinq semaines en ballon. Voyages de découvertes en Afrique par trois anglais. Rédigé sur les notes du docteur Fergusson, siendo una de las pocas novelas del escritor que no fueron serializadas.
Se trata de la primera novela de Julio Verne, y en ella aparecen ya los «ingredientes» de lo que será su futura obra, mezclando hábilmente una intriga plagada de aventuras y sobresaltos de todo tipo y descripciones técnicas, geográficas e históricas. El libro lleva a cabo un buen resumen de las exploraciones del continente africano, que en aquella época no era totalmente conocido por los europeos y al que acudían muchos exploradores en busca de sus secretos.
En poco tiempo es un éxito absoluto. El libro aporta a Julio Verne la tranquilidad económica y un contrato con la editorial de Pierre-Jules Hetzel, que publicaría varias decenas de sus obras durante más de cuarenta años. 

## Historia de publicación
Hasta esa fecha, un joven Julio Verne únicamente había escrito algunas piezas teatrales de mediano éxito. Sin embargo, su reciente matrimonio y su trabajo en la casa de la bolsa no eran suficientes. Fue entonces cuando retomó una vieja historia de escribir libros de ciencia: ya había escrito algunas publicaciones cortas, como "Martín Paz", y, sintiéndose listo, escribió un relato titulado "Voyage en l'air" ("Viaje por el aire"), una historia de aventura científica. Sin embargo, el texto fue rechazado en varias editoras; seguramente la historia de este gran autor hasta allí hubiera llegado de no haber tenido la suerte de conocer a Pierre-Jules Hetzel. No se sabe de qué manera llegó Verne a la puerta del editor, pues existen varias versiones acerca del encuentro, pero lo cierto es que, un día de 1862, Verne llegó a su editorial y le presentó el manuscrito de la aventura de su invención.
Había comenzado su carrera comercializando libros piadosos, aunque no despreciaba la literatura ni la historia. Apasionado por su época, estaba siempre al corriente de las nuevas ideas y acechaba los nuevos talentos. Poco a poco, la casa Hetzel fue fichando lo mejor de la literatura del siglo XIX; es por esto que hacia los años 1880 era el editor clave del siglo, porque publicaba las obras de Víctor Hugo y Michelet, entre otros. Hombre emprendedor y escritor discreto, pensó en una revista de calidad, de espíritu instructivo y recreativo a la vez, ilustrada, apta para todas las edades y que completase la colección para la juventud que había lanzado poco antes. Jean Macé se encargaría de la parte educativa; y Stahl (su propio seudónimo), de la parte literaria. Faltaba un colaborador para la parte científica, y ese iba a ser justamente Julio Verne.
El manuscrito original fue devuelto por Hetzel; sin embargo, éste había hecho anotaciones importantes. No tardaría en emprender la corrección el joven Verne a partir de ellas, y así terminaría por fin "Cinco semanas en globo", novela que se transformaría en un éxito inmediato e inesperado por la crítica de la época.

## Nota
Para cuando terminó "Cinco semanas en globo", Verne nunca había viajado en globo: lo haría por primera y única vez en 1873, en un vuelo con una duración de 2 horas.

## Síntesis
El doctor Samuel Ferguson, sabio y explorador inglés, acompañado por su criado Joe y por su amigo Dick Kennedy, decide atravesar el continente africano, que hasta ese momento solo era conocido de modo fragmentario, usando un Globo aerostático hinchado con hidrógeno. Un dispositivo de su invención, que permite subir o bajar a voluntad sin perder gas o echar lastre en busca de corrientes favorables, convierte al globo en un aparato dirigido. 
La idea de este viaje es unir las exploraciones realizadas por Burton y Speke en el África Oriental con las de Heinrich Barth en las regiones del Sahara y el Chad, y hallar las fuentes del Nilo.
Los tres aeronautas parten de la isla de Zanzíbar en el globo Victoria y recorren durante cinco semanas los Montes de la Luna (donde sucede la aventura del elefante remolcador), el lago Victoria (que reconocen como la fuente del Nilo), el Nilo, los montes Auríferos (donde suceden las aventuras del misionero, de la codicia y de la sed), el lago Chad (donde el globo es deshecho y Joe se pierde), el desierto del Sahara (el huracán), el río Níger (donde el nuevo Victoria comienza a fallar), las cercanías del río Senegal (donde ocurre el ataque de los talibas) hasta las cataratas de Güina en el río Senegal, antes de volver a Inglaterra, donde son recibidos con entusiasmo y ganan la medalla de oro por la mejor aventura del año 1862.

## Análisis de la obra
Para muchos, "Cinco semanas en globo" resulta una novela sencilla y lineal con un argumento predecible. Sin embargo, esta novela muestra los lineamientos y características que acompañarán la obra verniana:
- Un genio excéntrico, en algún campo científico (Samuel Fergusson).
- Un acompañante, antagonista en un principio, desde cuyos ojos el lector ve los detalles (Dick Kennedy).
- Un criado fiel (Joe).
- Un invento raro o un acontecimiento nuevo (el globo y su sistema de desplazamiento).
- Un territorio poco conocido para el europeo de la época (África Central).

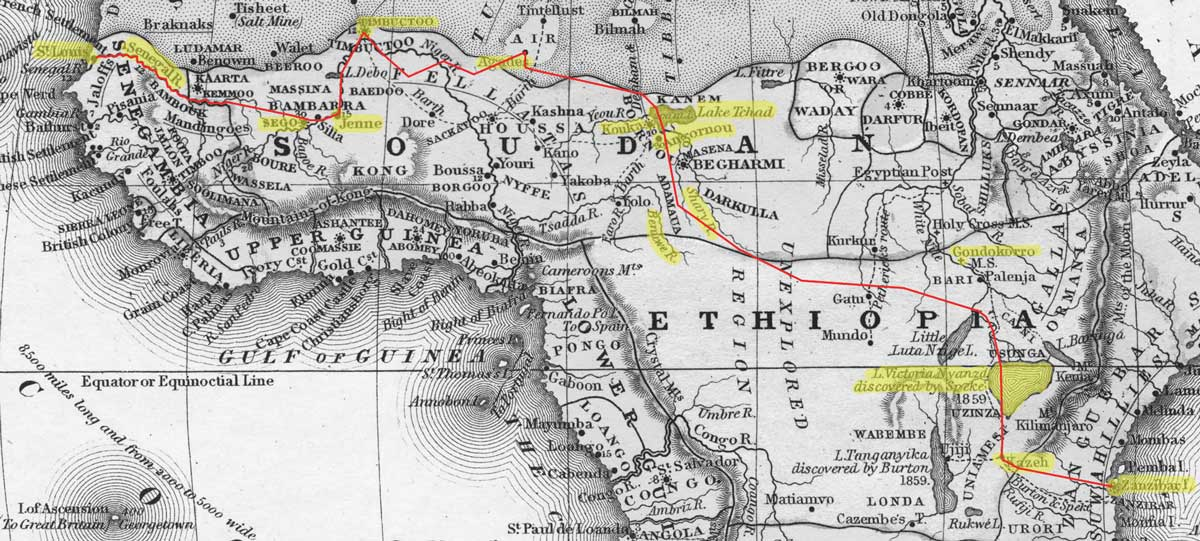
Itinerario del Doctor Fergusson, de oriente a occidente.

- Una descripción muy profunda de la naturaleza (botánica, geografía, fauna, clima).
- Predilección de los personajes por la ciencia y el descubrimiento antes que por las riquezas.

## Lista de capítulos
- I El final de un discurso muy aplaudido. Presentación del doctor Samuel Fergusson (importante geógrafo). “Excelsior”. Retrato de cuerpo entero del doctor. Un fatalista convencido. Comida en el Travellers Club. Numerosos brindis de circunstancias.
- II Un artículo del Daily Telegraph. Guerra de periódicos científicos. El señor Petermann apoya a su amigo el doctor Fergusson. Respuesta del sabio Kouer. Apuestas comprometidas. Varias proposiciones hechas al doctor.
- III El amigo del doctor. De cuándo databa su amistad. Dick Kennedy en Londres. Proposición inesperada, pero nada tranquilizadora. Proverbio poco consolador. Algunas palabras acerca del martirologio africano. Ventajas del globo aerostático. El secreto del doctor Fergusson.
- IV Exploraciones africanas. Barth, Richardson, Overweg, Werne, Brun-Rollet, Peney, Andrea De Bono, Miani, Guillaume Lejean, Bruce, Krapf y Rebmann, Maizan, Roscher, Burton y Speke.
- V Sueños de Kennedy. Artículos y pronombres en plural. Insinuaciones de Dick. Paseo por el mapa de África. Lo que queda entre las dos puntas del compás. Expediciones actuales. Speke y Grant. Krapf, De Decken y De Heuglin.
- VI Un criado excepcional. Distingue los satélites de Júpiter. Controversia entre Dick y Joe. La duda y la creencia. El peso. Joe. Wellington. Recibe media corona.
- VII Pormenores geométricos. Cálculo de la capacidad del globo. El aeróstato doble. La envoltura. La barquilla. El aparato misterioso. Los víveres. La adición final.
- VIII Importancia de Joe. El comandante del Resolute. El arsenal de Kennedy. Arreglos. Banquete de despedida. Partida del 21 de febrero. Sesiones científicas del doctor. Duveyrier y Livingstone. Pormenores del viaje aéreo. Kennedy reducido al silencio.
- IX Se dobla el cabo. El castillo de proa. Curso de cosmografía por el profesor Joe. De la dirección de los globos. De la investigación de las corrientes atmosféricas. ¡Eureka!
- X Ensayos anteriores. Las cinco cajas del doctor. El soplete de gas. El calorífero. Manera de maniobrar. Éxito seguro.
- XI Llegada a Zanzíbar. El cónsul inglés. Mala disposición de los habitantes. La isla de Kumbeni. Los hacedores de lluvia. Hinchan el globo. Partida del 18 de abril. Último adiós. El Victoria.
- XII Travesía del estrecho. El Mrima. Conversación de Dick y proposición de Joe. Receta para el café. El Uzaramo. (enlace roto disponible en Internet Archive; véase el historial, la primera versión y la última). (enlace roto disponible en Internet Archive; véase el historial, la primera versión y la última). El desventurado Maizan. El monte Duthumi. Las cartas del doctor. Noche sobre un nopal.
- XIII Cambio de tiempo. La fiebre de Kennedy. La medicina del doctor. Viaje por tierra. La cuenca de Imengé. El monte Rubeho. A seis mil pies. Un alto en el camino del día.
- XIV El bosque de gomeros. El antílope azul. La señal de reunión. Un asalto inesperado. El Kanyemé. Una noche en el aire. El Mabunguru. Jihoue-la-Mkoa. Provisión de agua. Llegada a Kazeh.
- XV Kazeh. El mercado bullicioso. Aparición del Victoria. Los waganga. Los hijos de la Luna. Paseo del doctor. Población. El tembé real. Las mujeres del sultán. Una borrachera real. Joe, adorado. Cómo se baila en la Luna. Peripecia. Dos lunas en el firmamento. Inestabilidad de las grandezas divinas.
- XVI Signos de tempestad. El país de la Luna. El porvenir del continente africano. La máquina de la última hora. Vista del país al ponerse el sol. Flora y fauna. La tempestad. La zona de fuego. El cielo estrellado.
- XVII Las montañas de la Luna. Un océano de verdor. Se echa el ancla. El elefante remolcador. Fuego nutrido. Muerte del paquidermo. El horno de campaña. Comida sobre la hierba. Una noche en tierra.
- XVIII El Karagwah. El lago Ukereue. Una noche en una isla. El ecuador. Travesía del lago. Las cascadas. Vista del país. Las fuentes del Nilo. La isla de Benga. La firma de Andrea De Bono. El pabellón con las armas de Inglaterra.
- XIX El Nilo. La montaña temblorosa. Recuerdos de casa. Las narraciones de los árabes. Los nyam-nyam. Reflexiones sensatas de Joe. El Victoria da bordadas. Las ascensiones aerostáticas. Madame Blanchard.
- XX La botella celeste. La higuera-palmera. Los mammoth trees. El árbol de la guerra. El tiro alado. Combate entre dos tribus. Carnicería. Intervención divina.
- XXI Rumores extraños. Un ataque nocturno. Kennedy y Joe en el árbol. Dos disparos. ¡A mí! ¡A mí! Respuesta en francés. La mañana. El misionero. El plan de salvación.
- XXII El haz de luz. El misionero. Rapto en un rayo de luz. El sacerdote lazarista. Poca esperanza. Cuidados del doctor. Una vida de abnegación. Paso de un volcán.
- XXIII Cólera de Joe. La muerte de un justo. Velatorio del cadáver. Avidez. El entierro. Los trozos de cuarzo. Fascinación de Joe. Un lastre precioso. Localización de las montañas auríferas. Principio de desesperación de Joe.
- XXIV El viento cesa. Las inmediaciones del desierto. El inventario de la provisión de agua. Las noches del ecuador. Inquietudes de Samuel Fergusson. La verdadera situación. Enérgicas respuestas de Kennedy y Joe. Otra noche.
- XXV Un poco de filosofía. Una nube en el horizonte. En medio de la niebla. El globo inesperado. Las señales. Reproducción exacta del Victoria. Las palmeras. Vestigios de una caravana. El pozo en medio del desierto.
- XXVI Ciento trece grados. Reflexiones del doctor. Pesquisas desesperadas. Se apaga el soplete. Ciento cuarenta grados. La contemplación del desierto. Un paseo de noche. Soledad. Desfallecimiento. Proyecto de Joe. Un día de plazo.
- XXVII Calor espantoso. Alucinaciones. Las últimas gotas de agua. Noche de desesperación. Tentativa de suicidio. El simún. El oasis. León y leona.
- XXVIII Noche deliciosa. La cocina de Joe. Disertación sobre la carne cruda. Historia de James Bruce. Los sueños de Joe. El barómetro baja. El termómetro sube. Preparativos de marcha. El huracán.
- XXIX Indicios de vegetación. Idea fantástica de un autor francés. País magnífico. El reino de Adamaua. Las exploraciones de Speke y Burton enlazadas con las de Barth. Los montes Alantika. El río Benue. La ciudad de Yola. El Bagelé. El monte Mendif.
- XXX Mosfeya. El jeque. Denham, Clapperton y Oudney. Vogel. La capital de Loggum. Toole. Calma sobre Kernak. El gobernador y su corte. El ataque. Las palomas incendiarias.
- XXXI Partida durante la noche. Los tres. Los instintos de Kennedy. Precauciones. El curso del Chari. El lago Chad. El agua del lago. El hipopótamo. Una bala perdida.
- XXXII La capital de Bornu. Las islas de los biddiomahs. Los quebrantahuesos. Las inquietudes del doctor. Sus precauciones. Un ataque en el aire. La envoltura destrozada. La caída. Sacrificio sublime. La costa septentrional del lago.
- XXXIII Conjeturas. Restablecimiento del equilibrio del Victoria. Nuevos cálculos del doctor Fergusson. Caza de Kennedy. Exploración completa del lago Chad. Tangalia. Regreso. Lari.
- XXXIV El huracán. Salida forzada. Pérdida de un ancla. Tristes reflexiones. Resolución tomada. La tromba. La caravana engullida. Viento contrario y favorable. Regreso al sur. Kennedy en su puesto.
- XXXV La historia de Joe. La isla de los biddiomahs. La adoración. La isla sumergida. Las orillas del lago. El árbol de las serpientes. Viaje a pie. Padecimientos. Mosquitos y hormigas. El hambre. Paso del Victoria. Desaparición del Victoria. Desesperación. El pantano. Un último grito.
- XXXVI Un grupo a lo lejos. Un tropel de árabes. La persecución. ¡Es él!. Caída del caballo. El árabe estrangulado. Una bala de Kennedy. Maniobra. Rescate al vuelo. Joe a salvo.
- XXXVII El camino del oeste. El despertar de Joe. Su terquedad. Fin de la historia de Joe. Tegelel. Zozobras de Kennedy. Rumbo al norte. Una noche cerca de Agadés.
- XXXVIII Travesía rápida. Resoluciones prudentes. Caravanas. Chubascos continuos. Gao. El Níger. Golberry, Geoffroy y Gray. Mungo Park. Laing y René Caillié. Clapperton. John y Richard Lander.
- XXXIX El país en el recodo del Níger. Vista fantástica de los montes Hombori. Kabar. Tombuctú. Plano del doctor Barth. Decadencia. A donde el Cielo le plazca.
- XL Zozobra del doctor Fergusson. Dirección persistente hacia el sur. Una nube de langostas. Vista de Yenné. Vista de Sego. Variación del viento. Sentimientos de Joe.
- XLI Las proximidades del Senegal. El Victoria continúa bajando. Se sigue echando lastre sin parar. El morabito Al-Hadjí. Los señores Pascal, Vincent y Lambert. Un rival de Mahoma. Las montañas difíciles. Las armas de Kennedy. Una maniobra de Joe. Alto sobre un bosque.
- XLII Combate de generosidad. Último sacrificio. El aparato de dilatación. Destreza de Joe. Medianoche. La guardia del doctor. La guardia de Kennedy. Dick se duerme. El incendio. Los gritos. Fuera de alcance.
- XLIII Los talibas. La persecución. Un país devastado. Viento moderado. El Victoria baja. Las últimas provisiones. Los saltos del Victoria. Defensa a tiros. El viento refresca. El río Senegal. Las Cataratas de Güina. El aire caliente. Travesía del río.
- XLIV Conclusión. El acta. Los establecimientos franceses. El puesto de Medina. El Basilic. San Luis. La fragata inglesa. Regreso a Londres.

## Adaptaciones

### Cine
- 1961: Cinco semanas en globo (Flight of the Lost Balloon).Estados Unidos. 
  - Guion: Nathan Juran.
  - Dir.: Nathan Juran
  - Int.: Mala Powers, Marshall Thompson, James Lamphier.
- 1962: Cinco semanas en globo (Five Weeks in a Balloon). Estados Unidos. 
  - Guion: Charles Bennett, Irwin Allen, Albert Gail.
  - Fotografía: Winton C. Hoch
  - Prod. y dir.: Irwin Allen.
  - Int.: Red Buttons, Fabian, Barbara Eden, Cedric Hardwicke, Peter Lorre, Richard Haydn, BarBara Luna, Billy Gilbert, Herbert Marshall, Reginald Owen, Henry Daniell, Mike Mazurki, Alan Caillou, Ben Astar, Raymond Bailey.
  - Música: Paul Sawtell.

- 1975: Viaje fantástico en globo. México. Se tituló Cinco semanas en globo en España. 
  - Guion: Mario Zacarías y Antonio Orellana.
  - Dir.: René Cardona Jr.
  - Int.: Hugo Stiglitz, Jorge Zamora, Carmen Vicarte, Jeff Cooper, Carlos East.

- 1977: Cinco semanas en globo (Five Weeks in a Balloon). Animación. Hanna-Barbera Australia. Australia.
  - Guion: Kimmer Ringwald.
  - Dir.: Chris Cuddington.
  - Actores de voz: Booker Bradshaw, Cathleen Cordell, Johnny Haymer, Loren Lester, Laurie Main, John Stephenson, Gene Whittington.